# Noyau (arme nucléaire)
Pour les articles homonymes, voir Noyau.

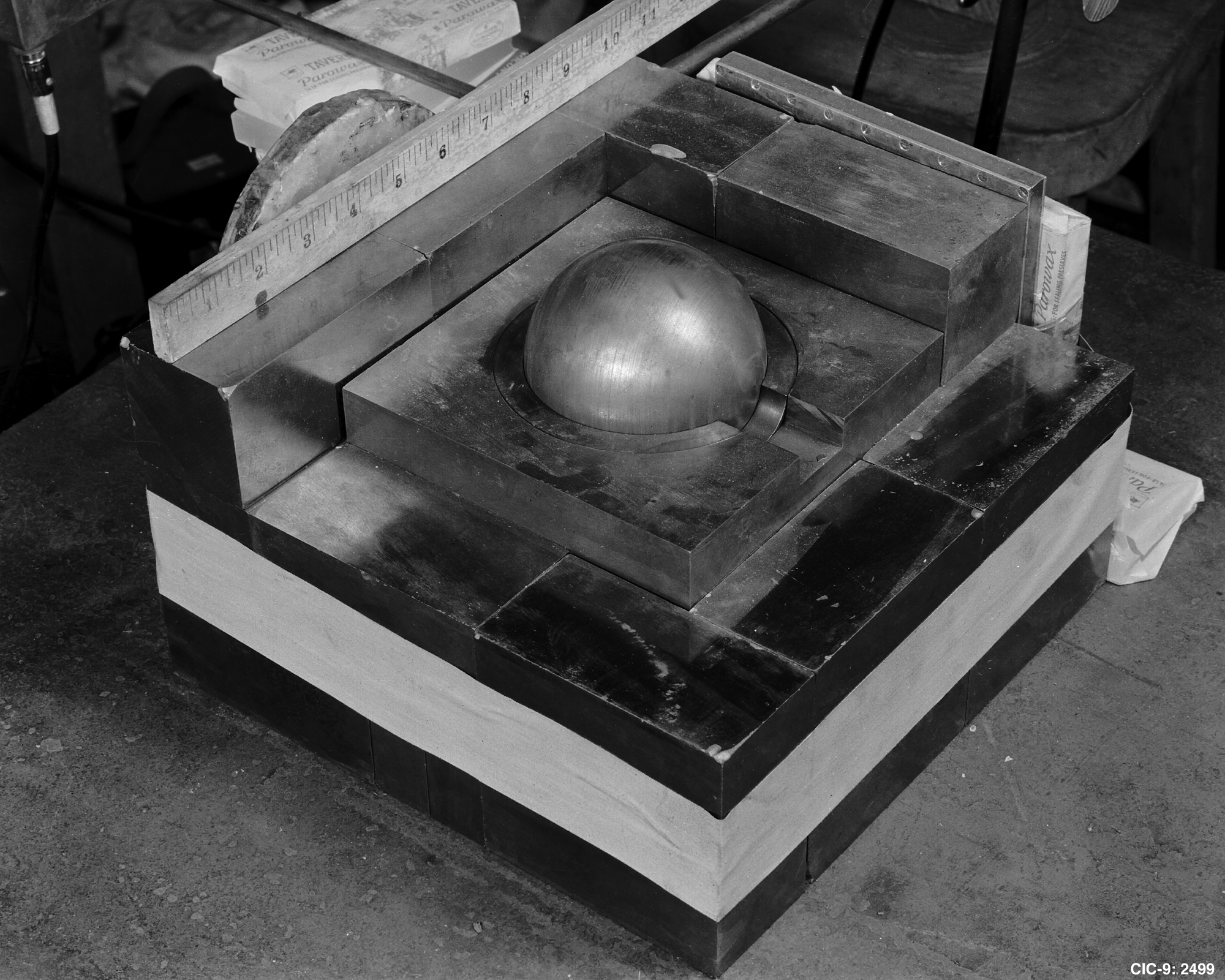
Une reproduction de la Demon core. La sphère de plutonium est entourée par des blocs réflecteurs de neutrons en carbure de tungstène.

Le noyau, nommé d'après le noyau dur que l'on trouve dans des fruits tels que les pêches et les abricots (pit en anglais), est le nom donné au cœur d'une arme nucléaire (ou d'un étage d'arme nucléaire) à implosion, ainsi qu'à la matière fissile et tout réflecteur de neutrons ou dispositif d'autoprotection qui y est lié. Les premières armes nucléaires à implosion opérationnelles utilisaient des noyaux composés de plutonium et de gallium. Certaines armes testées dans les années 1950 utilisaient des noyaux fabriqués avec de l'uranium 235 seul ou en combinaison avec du plutonium. Les noyaux entièrement en plutonium sont les plus petits en diamètre et constituent la norme depuis le début des années 1960 dans les armes nucléaires et thermonucléaires. Plusieurs architectures de noyaux se sont succédé au gré des développements de l'armement nucléaire lors de la guerre Froide. L'essentiel de ces architectures provient des développements américains et soviétiques.

## Architectures existantes

### Noyaux de Christy (Christy Pits)
Les noyaux des premières armes nucléaires étaient strictement solides, avec en leur centre une source de neutrons en forme d'oursin, servant d'initiateur à la réaction en chaîne. Les cœurs réactifs de l'engin Gadget et de l'arme Fat Man mettaient ainsi en œuvre des noyaux constitués de 6,2 kg de demi-sphères solides en alliage de plutonium et de gallium pressées à chaud à 400 °C et 200 MPa dans des matrices en acier, d'un diamètre de 9,2 cm, avec une cavité interne de 2,5 cm pour y loger l'initiateur. Le noyau de Gadget était initialement recouvert d'une couche d'argent de 0,13 mm d'épaisseur, mais sa déformation thermique imposa de la doubler par la suite d'une feuille d'or avant l'essai Trinity. Le noyau de Fat Man et des modèles d'armes opérationnelles suivants furent tous plaqués au nickel. Ces noyaux solides étaient connus sous le nom de « Christy Pit » (noyau de Christy),,,, d'après le nom de Robert Christy, qui a fait de la conception de ces noyaux solides une réalité après qu'elle a été initialement proposée par Edward Teller.

### Noyaux suspendus
L'efficacité de l'implosion pouvait être accrue en laissant un espace vide entre le compacteur (tamper) et le noyau (pit). Cet aménagement permet de provoquer une accélération rapide de l'onde de choc de compression générée par les lentilles explosives avant qu'elle n'atteigne le noyau. Cette méthode est connue sous le nom d'implosion par noyau suspendu. Les noyaux suspendus (levitated pits) furent testés pour la première fois en 1948 lors du développement de bombes héritières du type de Fat Man (Mark IV). Les premières armes à noyau suspendu avaient un noyau amovible, appelé noyau ouvert. Il était stocké séparément, dans une capsule spéciale appelée birdcage.

### Noyaux creux
Lors de l'implosion d'un noyau creux, la couche de plutonium - déformable du fait de sa malléabilité et de l'explosion compressive qui l'entoure - connaît une forte accélération et un déplacement vers l'intérieur du cœur, accélération d'autant plus grande que le cœur est laissé libre de matière pouvant la freiner, entrant ainsi en collision au centre et formant alors une sphère supercritique très dense. En raison de l'élan supplémentaire, le plutonium lui-même joue en partie le rôle de compacteur, ce qui nécessite une plus petite quantité d'uranium pour jouer ce rôle autour du plutonium, réduisant ainsi le poids et la taille de l'ogive. Ces noyaux à charges creuses sont plus efficaces que les charges pleines, mais nécessitent cependant une implosion plus précise (d'où le fait que le noyau creux fut écarté lors du test Trinity) ; les charges pleines de type Christy furent donc privilégiées pour les premières conceptions d'armes. Après la fin de la guerre, en août 1945, le laboratoire de Los Alamos se concentra à nouveau sur le problème du noyau creux pendant le reste de l'année, sous la direction d'Hans Bethe, alors promu à la tête de la division théorique. Le noyau composite creux suscita le plus grand intérêt, en raison du coût réduit en plutonium et des difficultés rencontrées dans la montée en puissance des réacteurs de Hanford, chargé de produire de grandes quantités de plutonium pour le développement de l'arsenal nucléaire américain.
L'efficacité des noyaux creux peut être en outre dopée en injectant un mélange composé de 50% de deutérium et 50% de tritium dans la cavité creuse immédiatement avant l'implosion. Ce procédé s'appelle le fusion boosting ; il permet également d'abaisser la quantité minimale de plutonium nécessaire pour obtenir une explosion réussie. Cette technique permet un contrôle plus fin de l'amorçage, en faisant varier à la fois par la quantité de mélange deutérium-tritium injecté et en faisant varier le moment et l'intensité de l'impulsion neutronique du générateur de neutrons externe. Le développement du fusion boosting a facilité la conception d'armes à rendement énergétique variable.

### Noyaux composites U - Pu et noyaux en uranium
Outre l'architecture de l'assemblage, la composition du noyau des armes à implosion pouvait varier. Au lendemain de la Seconde Guerre mondiale, les réserves américaines de plutonium 239 sont faibles. Pour réduire la quantité de plutonium nécessaire à la fabrication d'un noyau opérationnel, le laboratoire de Los Alamos mit au point un noyau composite : une coquille creuse de plutonium était entourée d'une coquille extérieure d'uranium hautement enrichi, matériau bien plus disponible dans les stocks américains. Les noyaux composites étaient disponibles pour être employés dans les bombes nucléaires Mark 3 dès la fin de 1947. Il fut aussi employé dans d'autres armes. Le noyau composite d'une bombe américaine Mark 4, désigné sous le nom de 49-LCC-C, était ainsi composé de 2,5 kg de plutonium et de 5 kg d'uranium. Son explosion ne libérait malheureusement que 35% de l'énergie potentielle du plutonium et 25% de celle de l'uranium, en faisant une arme au rendement relativement mauvais ; en revanche, le gain de poids en plutonium était suffisamment significatif.
A l'origine de ce choix, plusieurs caractéristiques inhérentes au plutonium et à l'uranium furent considérées : le plutonium était connu pour se fissionner plus rapidement et produire plus de neutrons, mais il était alors beaucoup plus coûteux à produire et beaucoup plus rare en raison des limitations de capacité des réacteurs disponibles aux USA. Les noyaux intégralement en plutonium, en raison de leur taux élevé d'émissions neutroniques, présentaient alors une forte probabilité de pré-détonation accidentelle, avec un rendement réduit, et donc un long feu. Pour minimiser cette probabilité, il fallait donc utiliser une masse de plutonium plus faible, ce qui limitait le rendement énergétique à environ 10 kt, ou bien utiliser du plutonium 239 trop pur pour être obtenu dans des conditions industrielles viables. L'uranium quant à lui se fissionne beaucoup plus lentement mais peut donc être assemblé en une masse plus supercritique, ce qui permet d'augmenter le rendement de l'arme. L'idée de cœur composite fut envisagée dès juillet 1945, les premiers cœurs composites devenant disponibles en 1946. La priorité de Los Alamos, au lendemain de la guerre, était alors la conception d'un noyau entièrement en uranium, qui était abondamment disponible dans les réserves. Les nouvelles conceptions de noyaux furent testées dans le cadre de l'opération Sandstone. L'avantage du cœur composite est ainsi qu'il permettait de maintenir des rendements plus élevés, grâce à l'uranium, tout en limitant le risque de prédétonation, tout en exploitant les stocks des deux matières fissiles disponibles. La limitation du rendement du plutonium cessa d'être une préoccupation technique au milieu des années 1950, grâce au développement des armes thermonucléaires, utilisant l'amplification par fusion. Les ingénieurs américains mirent aussi au point une architecture à implosion dont le cœur était composé intégralement d'uranium.
Les noyaux composites présentaient en outre l'avantage de permettre un rendement ajustable, en faisant varier les proportions d'uranium et de plutonium. Par exemple, la bombe nucléaire Mark IV pouvait ainsi être munie de trois charges différentes : 49-LTC-C (noyau suspendu d'uranium 235, testé lors de l'essai Zebra le 14 mai 1948), 49-LCC-C (noyau suspendu d'un composite uranium-plutonium) et 50-LCC-C (noyau suspendu composite). Cette approche permettait de produire plusieurs sous-types d'armes avec des rendements différents pour des utilisations tactiques différentes. Les premières conceptions américaines étaient basées sur des assemblages de noyaux standardisés qui pouvaient pour certains être insérés manuellement en vol, avant la mise en œuvre opérationnelle.
Les noyaux composites pouvaient être composés de plutonium 239, d'un composite plutonium 239 / uranium 235 ou d'uranium 235 uniquement. Le plutonium seul était le choix le plus courant. Au Royaume-Uni, les armes dénommées Violet Club et Orange Herald, par exemple, utilisaient des noyaux creux de grande dimension, composés de 87 et 117 kg (98 et 125 kg selon d'autres sources) d'uranium hautement enrichi. Le noyau de l'arme Green Grass était constitué quant à lui d'une sphère d'uranium hautement enrichi, d'un diamètre intérieur de 560 mm, d'une masse de 70 à 86 kg ; le noyau était entièrement soutenu par un compacteur (tamper) d'uranium naturel qui l'entourait. Des noyaux aussi massifs, constitués de plus d'une masse critique de matière fissile, présentent un risque important pour la sûreté de mise en œuvre, car même une simple détonation asymétrique de l'enveloppe d'implosion pouvait provoquer une explosion d'une portée de l'ordre du kilotonne. L'arme à fission pure la plus puissante, la bombe nucléaire Mark XVIII, d'une puissance nominale de 500kt, utilisait un noyau creux composé de plus de 60 kg d'uranium hautement enrichi, soit environ quatre masses critiques ; la sécurité était assurée par un limiteur en aluminium-bore inséré dans le noyau. Un noyau  de plutonium et d'uranium 233, basé sur le noyau de la bombe nucléaire TX-7E Mark 7, fut testé en 1955 lors de l'opération Teapot dans le cadre de l'essai MET. Le rendement fut de 22 kilotonnes au lieu des 33 kilotonnes prévues.

### Noyaux scellés
Les noyaux scellés furent développés pour protéger les cœurs d'armes nucléaires du vieillissement et de la dégradation naturelle, tout en améliorant la sûreté lors du conditionnement / stockage, et réduire les risques de fuites radioactives en cas d'incendie accidentel ou d'explosion mineure dans le périmètre d'une ogive. Les premières ogives à noyau scellé furent les ogives W25. Le métal employé pour sceller les noyaux fut souvent l'acier inoxydable, ainsi que, parfois le béryllium (fragile, toxique, coûteux, mais réflecteur de neutrons), l'aluminium ou le vanadium. La plupart des noyaux modernes sont scellés, et prennent la forme d'une sphère de plutonium creuse, munie de canaux pour l'injection finale du mélange deutérium - tritium (pour les armes dopée par fission).

### Noyaux à implosion linéaire
Les progrès autour de la technique d'implosion permirent d'adopter une forme plus allongée que la stricte sphère pour les noyaux. Cette forme, en sphère élongée, ou aplatie, permettait une miniaturisation plus poussée de l'arme. Le noyau retrouvait sa forme sphérique, devenant supercritique, grâce au remodelage du matériau du cœur, permis par deux ondes de choc opposées comprimant cette sphère aplatie. Cette configuration était toutefois considérée comme sujette à une détonation accidentelle à haut rendement lorsque d'un déclenchement involontaire, contrairement à un assemblage d'implosion sphérique traditionnelle dans laquelle une implosion asymétrique détruisait l'arme sans déclencher de détonation nucléaire.

## Combinaisons armes - noyaux connues pour l'arsenal américain
| Lieu de développement                  | Arme d'emploi | Type de noyau | Statut actuel     | Note                                                                           |
| -------------------------------------- | ------------- | ------------- | ----------------- | ------------------------------------------------------------------------------ |
| LANL (Los Alamos National Lab)         | B61-3,10      | 123           | Stock permanent   |                                                                                |
| LANL                                   | B61-7,11      | 125           | Stock permanent   |                                                                                |
| LANL                                   | B61-4         | 118           | Stock permanent   |                                                                                |
| LANL                                   | W76           | 116           | Stock permanent   | Architecture réputée la plus sensible aux variations thermiques                |
| LANL                                   | W78           | 117           | Stock permanent   |                                                                                |
| LANL                                   | W80           | 124           | Stock permanent   | Transférés au LLNL                                                             |
| LANL                                   | W80           | 119           | Stock permanent   |                                                                                |
| LANL                                   | W80-0         |               | Stock permanent   | Plutonium hautement enrichi, radiations basses, pour usage naval.              |
| LANL                                   | W88           | 126           | Stock permanent   |                                                                                |
| LLNL (Lawrence Livermore National Lab) | B83           | MC3350        | Stock permanent   | Noyau le plus lourd, résistant au feu.                                         |
| LLNL                                   | W62           | MC2406        | Stock permanent   |                                                                                |
| LLNL                                   | W84           | ?             | Stock permanent   | Résistant au feu.                                                              |
| LLNL                                   | W87           | MC3737        | Stock permanent   | Résistant au feu.                                                              |
| LANL                                   | B28           | 83            | Retiré du service |                                                                                |
| LANL                                   | B28-0         | 93            | Retiré du service | Châleur de décroissance minimale.                                              |
| LANL                                   | B43           | 79            | Retiré du service | Plaqué au béryllium                                                            |
| LANL                                   | B43-1         | 101           | Retiré du service | Plaqué au béryllium                                                            |
| LANL                                   | W44           | 74            | Retiré du service | Plaqué au béryllium                                                            |
| LANL                                   | W44-1         | 100           | Retiré du service | Plaqué au béryllium                                                            |
| LANL                                   | W50-1         | 103           | Retiré du service |                                                                                |
| LANL                                   | B53           | 76            | Retiré du service | Noyau intégralement en uranium                                                 |
| LANL                                   | W54           | 81            | Retiré du service | Nécessite un nettoyage avant stockage à long terme.                            |
| LANL                                   | W54-1         | 96            | Retiré du service | Nécessite un nettoyage avant stockage à long terme.                            |
| LANL                                   | B57           | 104           | Retiré du service |                                                                                |
| LANL                                   | W59           | 90            | Retiré du service |                                                                                |
| LANL                                   | B61-0         | 110           | Retiré du service |                                                                                |
| LANL                                   | B61-2,5       | 114           | Retiré du service |                                                                                |
| LANL                                   | W66           | 112           | Retiré du service |                                                                                |
| LANL                                   | W69           | 111           | Retiré du service |                                                                                |
| LANL                                   | W85           | 128           | Retiré du service |                                                                                |
| LLNL                                   | W48           | MC1397        | Retiré du service | Plaqué au béryllium, nécessite un nettoyage avant stockage à long terme.       |
| LLNL                                   | W55           | MC1324        | Retiré du service | Probablement plaqué au béryllium                                               |
| LLNL                                   | W56           | MC1801        | Retiré du service | Haut niveau de radiations, nécessite un nettoyage avant stockage à long terme. |
| LLNL                                   | W68           | MC1978        | Retiré du service |                                                                                |
| LLNL                                   | W70-0         | MC2381        | Retiré du service |                                                                                |
| LLNL                                   | W70-1         | MC2381a       | Retiré du service |                                                                                |
| LLNL                                   | W70-2         | MC2381b       | Retiré du service |                                                                                |
| LLNL                                   | W70-3         | MC2381c       | Retiré du service |                                                                                |
| LLNL                                   | W71           | Unknown       | Retiré du service | Nécessite un nettoyage avant stockage à long terme.                            |
| LLNL                                   | W79           | MC2574        | Retiré du service | Probablement plaqué au béryllium                                               |